# Szüjmönkul Csokmorov
Szüjmönkul Csokmorov (kirgizül: Сүймөнкул Чокморов; Csong-tas, Alamuduni körzet, Csüj tartomány, Kirgizisztán, 1939. november 9. – Biskek, 1992. szeptember 26.) kirgiz filmszínész, a dzsetigen törzs csüji ágának leszármazottja. 1964-ben végezte el a Leningrádi Művészeti Akadémiát, később festészetet és kompozíciót oktatott a frunzei Művészeti Iskolában. 1977-ben tagja volt a 10. Moszkvai Nemzetközi Filmfesztivál zsürijének.

## Élete
Hét fiú-, és három lánytestvére volt. Gyerekkorában súlyos betegségben szenvedett. A betegség leküzdése érdekében sportolt, röplabdázott, később a kirgiz, majd a leningrádi válogatottban is szerepelt. Ezzel egy időben kezdett festeni. Tanult a Frunzei Művészeti iskolában (1953–1958), majd a Leningrádi Művészeti Akadémia festőművészeti tanszékén végzett 1964-ben. 1964–1967 között festészetet és kompozíciót tanított a frunzei művészeti iskolában.
1967-ben érkezett a film világába. Első szerepe egy főszerep volt, a Tűzpárbaj a Karas-hágón című filmben alakította Baktigult. Számos történelmi illetve kalandfilmben szerepelt (A hetedik töltény, Derszu Uzala, Az Iszik-Köl vörös mákjai), de játszott kortárs drámákban is (Vörös alma). Az 1970-es–80-as évek egyik legjellegzetesebb szereplője volt a történelmi-forradalmi témák szovjet közép-ázsiai feldolgozásainak. Csingiz Ajtmatov kirgiz író számos munkájának filmváltozatában tűnt fel.
Népszerű színészként számos országban képviselte a szovjet filmművészetet.
Festőművészként tájképeket, csendéleteket, portrékat festett; összesen mintegy 400 alkotását őrzik a kirgiz Állami Szépművészeti Múzeumban. Alkotásai főleg a munkásosztály képvelői láthatók.
A Kirgiz Filmművészeti Szövetség tagja volt, 1971-től pedig a Szovjet Filmművészek Szövetségének is. 1967-től tagja volt a Szovjet, 1974-től a Kirgiz Művészek Szövetségének.
1975-től tagja volt a SZKP-nak. A Kirgiz SZSZK Legfelsőbb Tanácsa tagja volt.
Hosszú, súlyos betegség után hunyt el, földi maradványai a biskeki Ala-Arcsai temetőben nyugszanak.

## Családja
- Felesége – Szalima Szargyijevna Sabazova (1934–1995), művészettörténész, a frunzei művészeti Iskolán végzett (itt ismerkedett meg jövőbeli férjével), majd a leningrádi művészeti intézetben tanult. A kirgiz Szépművészeti Múzeumban dolgozott, eleinte tárlatvezető volt, majd tudományos titkár, végül a múzeum igazgatója lett (1985–1995). A Kirgiz SZSZK érdemes művésze (1995).[2]
- Egyetlen fia – Bahtigul, aki nevét édesapja első filmszerepe hatására kapta. Unokája – Ataj Csokmorov.

## Díjak, elismerések
- A Kirgiz SZSZK Érdemes Művésze (1973)[3]
- A Kirgiz SZSZK Nemzeti Művésze (1975)[4]
- A Szovjetunió Nemzeti Művésze (1981)
- A Kirgiz SZSZK Nemzeti Festőművésze (1990)
- 2000-ben a 20. század legjobb kirgizisztáni színművészének ismerték el.

## Jelentősebb festményei
Emlékezet. Szajakbaj Karalajev (1974), Kirgiz kinematográfusok (1986), a japán rendező Kuroszava Akira és filmszínész Mifune Tosiró portréi, valamint Az anya (1967), Fiam (1972), Kurmandzsan Datka (1988).

## Emlékezete
- 2006-ban és 2014-ben Kirgizisztánban postabélyeget bocsátottak ki Csokmorov emlékére
- 2009-ben a legmagasabb névértékű, 5000 szomos kirgiz bankjegyen jelent meg Csokmorov portréja.
- Biskekben utcát neveztek el róla.
- 2017-ben, Biskekben, a Csüi sugárút és a Tinisztanova utca sarkán emlékművet állítottak a tiszteletére.

## Filmjei

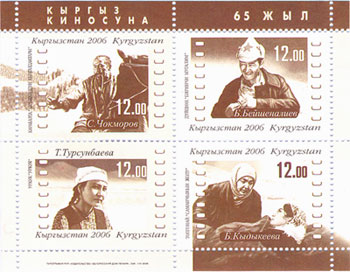
Kirgiz postabélyegen, 2006

- Karash Karalash ("Tűzpárbaj a Karas-hágón") (1968) – Baktigul
- Dzsamilja (1968) – Danyijar
- Rendkívüli komisszár (1970) – Nyizametgyin Hodzsajev
- Hódolj a tűznek (1971) – Utur
- Az Iszik-Köl vörös mákjai – Karabalta
- A hetedik töltény (1972) – Makszumov
- Tien-san vagyok (1972) – Bajtemir
- A kegyetlen (1973) – Ahangul
- A vörös alma (1975) – Temir
- Derszu Uzala (1975) – Csan Bao
- Ferdinand Loose élete és halála (1976) – Lao
- A szeme fénye (1976) – apa
- Ulan (1977) – Azat Bajmarov
- Korai darvak (1979) – Bekbaj Bekbajev
- Férfiak nők nélkül (1981) – Kaszim
- Farkasodú (1982) – Turabajev
- Vasárnap séták (1984)
- Az első (1984)
- A hullámok a parton halnak meg (1985)

## További információ
- Szüjmönkul Csokmorov az Internet Movie Database oldalon (angolul)